# Hermanci
Hermanci – wieś w Słowenii, w gminie Ormož. 1 stycznia 2018 liczyła 128 mieszkańców.